# Lazar Ristovski
Lazar Ristovski (en serbe cyrillique : Лазар Ристовски), né le 26 octobre 1952 à Ravno Selo, est un réalisateur et acteur serbe.

## Filmographie

### Comme réalisateur
- 1999 : The White Lions  (Beli lavovi)
- 2011 : Le Costume blanc  (Belo odelo)

### Comme acteur
- 1988 : Tako se kalio čelik de Želimir Žilnik
- 1992 : La Chasse à l'homme de Živojin Pavlović
- 1992 : Tito et moi de Goran Marković
- 1995 : Underground de Emir Kusturica
- 1998 : Baril de poudre de Goran Paskaljević
- 1998 : Goodbye, 20th Century de Darko Mitrevski
- 1999 : The White Lions de lui-même
- 2004 : Le Roi des voleurs de Ivan Fíla
- 2004 : Songe d'une nuit d'hiver de Goran Paskaljević
- 2006 : Sutra ujutru de Oleg Novković
- 2006 : Optimisti de Goran Paskaljević
- 2006 : Casino Royale de Martin Campbell
- 2007 : Save Our Souls (S. O. S. - Spasite nase duse) de Slobodan Šijan
- 2008 : Saint George tue le dragon de Srđan Dragojević
- 2009 : Honeymoons de Goran Paskaljević
- 2011 : Le Costume blanc de lui-même
- 2013 : Bonté divine de Vinko Brešan
- 2014 : The November Man de Roger Donaldson
- 2016 : S one strane de Zrinko Ogresta
- 2016 : Dnevnik Mašinovođe (sr) de Miloš Radović
- 2018 : Kralj Petar Prvi (sr) de Petar Ristovski
- 2018 : Neverending Past de Andro Martinovic